# 谢子龙
谢子龙（1966年—），湖南湘潭人，汉族，中华人民共和国商人、摄影家，无党派人士，第十二、十三届全国人民代表大会湖南地区代表。
毕业于中央党校湖南分校法律专业。担任老百姓大药房连锁股份有限公司董事长。2008年起担任全国人大代表。2013年，担任全国人大代表。
2023年，谢子龙、陈秀兰夫妇以52亿元跻身《2023年·胡润百富榜》1157位。